# Ardakan (Verwaltungsbezirk)
Ardakan (persisch شهرستان اردکان) ist ein Schahrestan in der Provinz Yazd im Iran. Er enthält die Stadt Ardakan, welche die Hauptstadt des Verwaltungsbezirks ist. 

## Distrikte
Der Bezirk gliedert sich in folgende drei Distrikte:
- Zentral (بخش مرکزی)
- Kharanaq (بخش خرانق)
- 'Aqda (بخش عقدا)

## Demografie
Bei der Volkszählung 2016 betrug die Einwohnerzahl des Schahrestan 97.960. Die Alphabetisierung lag bei 91 Prozent der Bevölkerung. Knapp 85 Prozent der Bevölkerung lebten in urbanen Regionen.
| Zensusjahr | Einwohnerzahl |
| ---------- | ------------- |
| 2011       | 77.758        |
| 2016       | 97.960        |